# Folke Sundquist

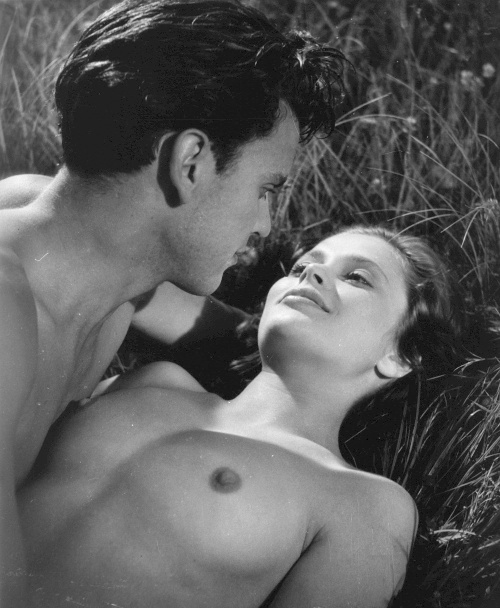
Avec Ulla Jacobsson, dans Elle n'a dansé qu'un seul été (1951)

Folke Sundquist est un acteur et metteur en scène suédois, né le 4 novembre 1925 à Falun (Comté de Dalécarlie), mort le 13 janvier 2009 à Malmö (Comté de Scanie).

## Biographie
Après ses études d'art dramatique dans la première moitié des années 1940, à l'école du Théâtre municipal de Göteborg (Götebergs Stadsteater en suédois), Folke Sundquist y débute en 1947, dans Le Songe d'August Strindberg. L'année suivante (1948), il joue pour la première fois au Théâtre de la Ville à Malmö (Malmö Stadsteater (sv) en suédois), dont il intègre la troupe en 1950 et où il contribue à plus de soixante-dix pièces ; la dernière est Tartuffe ou l'Imposteur de Molière en 1983, dans le rôle-titre. S'y ajoute le mélodrame L'Histoire du soldat en 1957, sur une musique d'Igor Stravinsky.
Fait particulier, il se produit à Malmö dans six pièces mises en scène par Ingmar Bergman ; la première est Six personnages en quête d'auteur de Luigi Pirandello en 1953, avec Harriet Andersson ; la dernière est Faust de Johann Wolfgang von Goethe en 1958, avec Max von Sydow (rôle-titre) et Bibi Andersson.
Toujours au Malmö Stadsteater, il est lui-même metteur en scène de trois pièces, Den starkare (sv) d'August Strindberg en 1976, Les Revenants d'Henrik Ibsen en 1978, et enfin Huis clos de Jean-Paul Sartre en 1981.
En raison de ses activités au théâtre, Folke Sundquist apparaît au cinéma dans seulement quinze films suédois (dont une coproduction). Le premier, sorti en 1951, est Elle n'a dansé qu'un seul été (avec Ulla Jacobsson) d'Arne Mattsson. Il retrouve ce réalisateur sur neuf autres films, dont son dernier sorti en 1968, Bamse (sv) (à nouveau avec Ulla Jacobsson).
Dans l'intervalle, il retrouve également Ingmar Bergman pour Les Fraises sauvages (1957, avec Victor Sjöström) et L'Heure du loup (1968, son avant-dernier film, dans un petit rôle non crédité). Notons aussi sa participation au film allemand Die Toteninsel de Victor Tourjansky (1955, avec Willy Birgel).
À la télévision, Folke Sundquist collabore à la série américaine Foreign Intrigue (tournée dans les studios de Svensk Filmindustri ; un épisode en 1954) et à quatre téléfilms (deux d'Ingmar Bergman en 1958, les deux autres en 1963 et 1964).

## Filmographie complète

### Au cinéma
(films suédois, sauf mention contraire ou complémentaire)
- 1951 : Elle n'a dansé qu'un seul été (Hon dansade en sommar) d'Arne Mattsson
- 1952 : Pour les ardentes amours de ma jeunesse (För min heta ungdoms skull) d'Arne Mattsson
- 1953 : Le Pain de l'amour (Kärlekens bröd) d'Arne Mattsson
- 1954 : Förtrollad vandring d'Arne Mattsson
- 1954 : Salka Valka d'Arne Mattsson
- 1955 : Die Toteninsel de Victor Tourjansky (film allemand)
- 1955 : Så tuktas kärleken de Kenne Fant
- 1956 : Flickan i frack d'Arne Mattsson
- 1956 : Litet bo d'Arne Mattsson
- 1957 : Les Fraises sauvages (Smultronstället) d'Ingmar Bergman
- 1958 : Le Printemps de la vie (Livets vår) d'Arne Mattsson (film argentino-suédois)
- 1959 : Nuit de noces (Noc poslubna) d'Erik Blomberg
- 1961 : Ljuvlig är sommarnatten d'Arne Mattsson
- 1965 : Le Pont de lianes (Lianbron) de Sven Nykvist
- 1968 : L'Heure du loup (Vargtimmen) d'Ingmar Bergman
- 1968 : Bamse d'Arne Mattsson

### À la télévision
(téléfilms, sauf mention contraire)
- 1954 : Forein Intrigue, série
  - Saison 4, épisode 8 The Stamp Collector
- 1958 : Rabies d'Ingmar Bergman
- 1958 : Venetianskan d'Ingmar Bergman
- 1962 : Arvtagerskan de Josef Halfen
- 1963 : Brott i sol de Josef Halfen

## Théâtre
(au Malmö Stadsteater)

### Comme acteur (sélection)
- 1950 : The Marquise (Markisinnan) de Noël Coward
- 1950 : Clérambard de Marcel Aymé
- 1950 : Le Roi (Konungen) de Pär Lagerkvist
- 1951 : À Damas (Till Damaskus) d'August Strindberg
- 1951 : El acero de Madrid (Järnvattnet i Madrid) de Lope de Vega
- 1951 : Venus Observed (Venus i blickfältet) de Christopher Fry
- 1951 : Patrasket de Hjalmar Bergman
- 1952 : Othello ou le Maure de Venise (Othello - titre original : Othello, the Moor of Venice) de William Shakespeare
- 1953 : Comme il vous plaira (Som ni behagar - titre original : As you Like it) de William Shakespeare
- 1953 : La Mouette (Måsen - titre original : Чайка) d'Anton Tchekhov
- 1953 : Six personnages en quête d'auteur (Sex roller söka en författare - titre original : Sei personaggi in cerca d'autore) de Luigi Pirandello, mise en scène d'Ingmar Bergman, avec Harriet Andersson
- 1953 : Le Château (Slottet - titre original : Das Schloß), adaptation par Max Brod du roman éponyme de Franz Kafka, mise en scène d'Ingmar Bergman, avec Harriet Andersson
- 1954 : La Sonate des spectres (Spöksonaten) d'August Strindberg, mise en scène d'Ingmar Bergman, avec Harriet Andersson
- 1954 : Junon et le Paon (Juno och Påfågeln - titre original : Juno and the Peacock) de Seán O'Casey
- 1955 : La Nuit des rois, ou Ce que vous voudrez (Trettondagsafton - titre original : Twelfth Night, or What you will) de William Shakespeare
- 1955 : Trämålning de (et mise en scène par) Ingmar Bergman, avec Gunnar Björnstrand
- 1955 : I Italien de Hjalmar Bergman
- 1956 : La Fille sans dot (Bruden utan hemgift - titre original : Бесприданница) d'Alexandre Ostrovski, mise en scène d'Ingmar Bergman, avec Max von Sydow
- 1956 : Ornifle ou le Courant d'air (Ornifle) de Jean Anouilh, avec Harriet Andersson
- 1957 : L'Histoire du soldat (Historien om en soldat), mélodrame, musique d'Igor Stravinsky, livret de Charles-Ferdinand Ramuz
- 1957 : Eurydice (Eurydike) de Jean Anouilh, avec Bibi Andersson, Ingrid Thulin
- 1957 : Le Cabotin (Glädjespridaren - titre original : The Entertainer) de John Osborne
- 1958 : Faust (Urfaust) de Johann Wolfgang von Goethe, mise en scène d'Ingmar Bergman, avec Max von Sydow, Bibi Andersson
- 1959 : Soudain l'été dernier (Plötslig i sömras - titre original : Suddenly Last Summer) de Tennessee Williams
- 1959 : Le Juge (Domaren) de Vilhelm Moberg
- 1959 : Le Conte d'hiver (En vintersaga - titre original : The Winter's Tale) de William Shakespeare, avec Max von Sydow
- 1960 : Andromaque (Andromake) de Jean Racine, avec Ingrid Thulin
- 1960 : Another Part of the Forest (Rävlyan) de Lillian Hellman
- 1960 : La Bonne Soupe (Satsa på rott) de Félicien Marceau
- 1960 : Piège pour un homme seul (Fällan) de Robert Thomas
- 1961 : Drottningens juvelsmÿcke, adaptation du roman éponyme de Carl Jonas Love Almqvist, avec Anita Björk
- 1962 : Oncle Vania (Onkel Vanja - titre original : Дядя Ваня) d'Anton Tchekhov
- 1962 : L'Invitation au château (Dans under stjärnorna) de Jean Anouilh
- 1962 : L'École de la médisance (Skandalskolan - titre original : The School for Scandal) de Richard Brinsley Sheridan
- 1963 : La marcolfa (Markisens malicer) de Dario Fo
- 1963 : Richard III de William Shakespeare
- 1964 : La Cerisaie (Körsbärsträdgården - titre original : Вишнёвый сад) d'Anton Tchekhov
- 1965 : La Cruche cassée (Den sönderslagna krukan - titre original : Der zerbrochene Krug) d'Heinrich von Kleist
- 1966 : Così è (se vi pare) (Alla har rätt) de Luigi Pirandello
- 1966 : L'Orchestre (Orkestern) de Jean Anouilh
- 1967 : Roméo et Juliette (Romeo och Julia - titre original : Romeo and Juliet) de William Shakespeare
- 1967 : L'Importance d'être Constant (Mister Ernest - titre original : The Importance of Being Earnest) d'Oscar Wilde
- 1967 : L'Avare (Den girige) de Molière
- 1968 : Les Trois Sœurs (Tre systrar - titre original : Три сестры) d'Anton Tchekhov
- 1968 : Non si sa come (Man vet inte hur) de Luigi Pirandello
- 1969 : Zámek (Slottet) d'Ivan Klíma
- 1969 : Jules César (titre suédois et original : Julius Caesar) et Le Songe d'une nuit d'été (En midsommarnattsdröm - titre original : A Midsummer Night's Dream) de William Shakespeare
- 1970 : Les Poissons rouges ou Mon père ce héros (Guldfiskarna eller Min fader hjälten) de Jean Anouilh
- 1971 : Opérette (Operett - titre original : Operetka) de Witold Gombrowicz
- 1973 : La Puce à l'oreille (Leva loppan) de Georges Feydeau
- 1973 : La Nuit des rois, ou Ce que vous voudrez (Trettondagsafton - titre original : Twelfth Night, or What you will) de William Shakespeare
- 1976 : Créanciers (Fordringsägare) d'August Strindberg
- 1978 : The Crucible (Häxjakten) d'Arthur Miller
- 1982 : Jueces en la noche (Domare i natten) d'Antonio Buero Vallejo
- 1983 : Tartuffe ou l'Imposteur (Tartuffe) de Molière

### Comme metteur en scène (intégrale)
- 1976 : Den starkare d'August Strindberg
- 1978 : Les Revenants (Gengångere - titre original : Gengangere) d'Henrik Ibsen
- 1981 : Huis clos (Stängda dörrar) de Jean-Paul Sartre